# Молекулярный ламаркизм
Совокупность данных, раскрывающих биохимические реакции и молекулярные механизмы как наследования свойств, приобретенных организмом в течение жизни, так и самоорганизации наследственного аппарата.

## Наследование приобретенных свойств (НПС)
Первые опытные данные об НПС, нуждавшиеся в объяснении, появились задолго до методов, позволивших его дать, потому их долго игнорировали, а их авторов нередко преследовали. Однако новый учебник утверждает: «Ламарк и его идеи были высмеяны и дискредитированы. По странной иронии судьбы, Ламарк может смеяться последним. Эпигенетика, новая область генетики, показывает, что Ламарка можно считать, по крайней мере частично, правым вне сомнений», что важно как для самой генетики, так и для биологии развития и для медицины . Имеются в виду как ДМ (длительные модификации, т.е. акты наследования в малом числе поколений), так и собственно НПС (мягкое наследование, soft inheritance).
Еще Шарль Броун-Секар, знаменитый ученый-медик, в 1869 г.  получил различные ДМ у морских свинок. Например, перерезка седалищного нерва вела к чему-то вроде эпилепсии, которая наследовалась у детей и, изредка, у внуков. Современники ограничились различными толкованиями этих опытов, не требовавшими признания НПС. Так, Август Вейсман допустил тут заражение какими-то микробами при операции. Секар опроверг это стерильным опытом, но признания не добился, и историки науки этих работ обычно не упоминают. Ситуация, к сожалению, обычная, и опыт ничему основную массу ученых не учит.
Виктор Йоллос успешно исследовал ДМ (ему и принадлежит термин) в работах 1913-1939 гг.. Из фашистской Германии он уехал в США, но не смог работать там тоже и в 1941 г. покончил с собой. С его смертью данный круг работ надолго прекратился, т.к. эффект сочли не заслуживающим внимания.
В 1950-х годах Евгений Смирнов с сотрудниками выращивал оранже-рейных тлей на малопригодном для них кормовом растении и наблюдал постепенное восстановление плодовитости в течение десяти поколений. Рост численности в каждом поколении исключал роль отбора случайных мутаций. Вскоре  Георгий Шапошников обострил условия опыта и получил прославивший его (и сильно ему навредивший) результат: посадив тлей рода дизафис на почти не пригодное им растение, он за 8 бесполых поколений получил новый их вид, притом сходный с видом, исконно жившим на этом растении. Вместе два результата наводят на мысль о переходе ДМ в стойкое наследование, однако генетический анализ про-веден не был – наоборот, сам опыт был грубо прекращен.
В наше время феномен ДМ общепризнан, его объясняют либо наследованием активного состояния гена, либо метилированием ДНК. Поскольку при этом нет изменений в нуклеотидной последовательности ДНК, многие не признают такую наследственность подлинной, ведущей к эволюции. Однако генов в высшем организме слишком мало для наследования наличных свойств (у человека, например, всего 30 тыс. генов, тогда как в одном лишь мозгу триллион клеток и их связей), и модель эволюции путем отбора мутаций имеет дело только с ними. Нужно искать иные механизмы, и метилирование ДНК – один из них.
Долгое время данные об НПС как собственной активности наследственного аппарата были редки и приводились без упоминания Ламарка или ламаркизма Отто Ландман  и немногие другие были еще более редкими исключениями.

## НПС и иммунология
Наиболее важное и бесспорное явление НПС открыл (не подозревая этого) австрийский иммунолог Карл Ландштейнер. Он вводил в кровь животных искусственные антигены, то есть такие химические вещества, каких в прежней истории животных быть не могло. Антитела вырабатывались и на них. «Специфичность антител оказалась настолько велика, что оказалось возможным получать сыворотки, различающие орто- и параизомеры одной и той же молекулы».
Тот факт, что это НПС, т.е. генетический процесс, стало возможным понять лишь после 1961 г. (когда на РНК-матрице был синтезирован первый полипептид): поскольку антитело есть комплекс белков, синтезированных на РНК-копиях генов, постольку появление нового антитела свидетельствует о появлении нового гена или генов. Очевидно, что если число возможных вариантов антител неограниченно велико, то одновременное их наличие у каждой особи невозможно, и приходится признать, что иммунная система каким-то образом узнаёт строение внедрившегося антигена и делает нужный ген антитела. Другими словами, антиген как бы даёт иммунной системе инструкцию, по которой формируется антитело. (Инструктивной идее синтеза антител 80 лет противостояла селективная идея, согласно которой антитела предсуществуют в организме, и появление антигена лишь отбирает их.)
Ландштейнер и его сотрудник Ганс Лампль опубликовали свои удивительные результаты в 1917 г.. Война, крушение Австро-Венгерской империи и революция в Германии были неудачным для публикации временем, но еще важнее было несоответствие открытия мировоззрению эпохи (всё сущее – итог отбора), и она прошла незамеченной. Ее не упоминают даже историки, специально занимающиеся творчеством Ландштейнера. Сам он, получив в 1930 г. Нобелевскую премию, с изумлением прочёл в дипломе, что его наградили лишь за весьма давнее (1901 г.) открытие групп крови, тогда как сам он считал своим главным делом жизни получение антител к искусственным антигенам и анализ их свойств.
Феномен антител к искусственным антигенам выпал из научного оборота (как аргумент ламаркизма) лет на 70, что сильно затормозило развитие как иммунологии, так и понимания эволюции, и видно до сих пор.
Однако в том же 1930 г. была опубликована первая попытка дать данным Ландштейнера биохимическое объяснение. Фридрих Брейнль и Феликс Гауровиц предположили, что «антигены нарушают процесс синтеза “нормальных” сывороточных белков (не обладающих свойствами антител), в результате чего изменяется расположение аминокислот в белковой молекуле и образуется видоизмененный белок со свойствами антитела». Данная гипотеза породила множество конформационных моделей синтеза антител, но все они были отвергнуты, когда иммуногенетика показала, что различие антител есть, в первую очередь, различие их аминокислотного состава. Замена аминокислотного остатка есть следствие мутации гена, кодирующего данный белок, поэтому формирование антитела стали трактовать как отбор удачных мутаций.
Как пишет Елена Аронова, понимание синтеза антител в терминах отбора носило характер метафоры и обходило вопрос о природе явления. Главный в этой теме автор, Френк Бернет, полагал такой подход верным, считая, что «идея антигенной матрицы», т.е. передачи антителу информации о строении антигена, есть «ламаркистский анахронизм, не имеющий отношения к делу». (Хотя еще Ландштейнер показал сродство антител к их антигенам.)
Такая позиция (метафора) стала общей. Без численных расчетов долго считалось, что случайные мутации могут обеспечить быстрое нахождение антитела к любому антигену, хотя это нереально арифметически. Лишь через 30 лет оказалось, что «матрица» здесь все-таки имеет место. Нечто вроде матрицы обнаружилось в процедуре презентации антигена. Открытие этого процесса (работы многих авторов в 1978 - 1995 гг.) показало, что препарированные для презентации фрагменты антигена действительно служат вместе чем-то вроде матрицы. Механизм их взаимодействия с В-клетками (источниками антител) еще далеко не понят, но Александр Дейчман давно уже предложил интересную гипотезу.
Он обратил внимание на то, что белок-антиген при подготовке к презентации делится на фрагменты (эпитопы) по 5-10 аминокислот и что некоторые из них позже как раз и будут опознаны иммунной системой как чужеродные. Он предположил, что от эпитопа отщепляется по одной аминокислоте, каковую узнаёт соответствующая тРНК. Все эти тРНК (5-10 штук) образуют своими противоположными концами «мини-матрицу, на которой синтезируется нуклеиновый эквивалент» эпитопа. Дальше действует обычная обратная транскрипция.
Всё это красиво и даже, быть может, работает. Но Александр Маркусович не учел работ Ландштейнера, а в них показано, что антигенами бывают не только белки. Модель Дейчмана не решает проблему в целом. Он сам пишет, что желательны различные гипотезы и что «эпитоп может быть не только белковым». Новая модель должна узнавать пространственную структуру молекул.
Явление презентации антигенов подробно описано и общепризнано, и ясно, что акт новации (появление такой молекулы антитела, какой ранее не существовало) формируется здесь. Появление гена, кодирующего новое антитело, и есть акт НПС.
Проблему НПС подробно осветил Эдвард Стил с соавторами. Изложенная там модель иммуногенеза была устаревшей: в то время уже было известно, что адаптивный иммунитет теплокровных – не самостоятельный механизм, а надставка врожденного иммунитета (см.: Ярилин. Иммунология); это не учтено авторами, не упомянута и презентация антигена. Зато, наконец, указано, что из опытов Ландштейнера следует, неадекватность идеи отбора предсуществующих антител и что на самом деле «в ходе эволюции возникла биологическая стратегия, способная производить иммунный ответ на неожиданное». Саму проблему новаций стали обсуждать открыто, без метафор, толкований и умолчаний.
Вскоре выяснилось, что литература полна данных об НПС (прежде отвергаемых), особенно у бактерий. Именно бактерии помогли приблизиться к пониманию презентации антигена, каковая в чистом виде известна только у теплокровных животных. Так, пункт «Ламарковские и квазиламарковские явления в эволюции» книги Евгений Кунин начал словами: «Система антивирусной защиты и адаптивного иммунитета у архей и бактерий... по всей видимости, работает непосредственно через предложенный Ламарком механизм. Такая система известна как CRISPR/Cas». Далее Кунин пояснил: «была высказана гипотеза о том, что CRISPR-система использует полученные от фагов последовательности в качестве молекул-шаблонов для разрушения мРНК-фагов», аналогично тому, как это происходит у высших. И заключил: «Система антивирусной защиты и адаптивного иммунитета у архей и бактерий…, по всей видимости, работает непосредственно через предложенный Ламарком механизм».
Константин Северинов уточняет: «Все это изрядно напоминает работу антител у высших животных. Но… в системе CRISPR/Cas нет ни случайных изменений, ни отбора: запись в геном, обеспечивающая адаптацию к новому фактору среды (в роли которого выступает фаг), вносится непосредственно самим этим фактором. И в дальнейшем наследуется всеми потомками приобретшей его бактерии… именно так, как постулировал Ламарк». Следует заметить, что долгосрочная память об антителах (позволяющая быстро реагировать на повторное заражение), реализуется плазматически, без «записи в геном», каковую запись в случае CRISPR еще следует установить.
Если в этом случае иммунитет бактерий всего лишь «изрядно напоминает работу антител у высших животных» (приобретенный иммунитет теплокровных), то весь остальной иммунитет (в основном, врожденный) просто одинаков в своей основе у всех многоклеточных и притом, как показал Карл (Чарлз) Дженевей и его школа, фантастически сложен. Возможно, он общ у всего живого вообще. Был ли он таким с самого начала жизни (это, в сущности, означает признание креационизма), развился ли одинаково за счет единства законов природы (номогенез) или сложился как единое целое путем горизонтального переноса генов (НПС)? Этот вопрос многие теперь решают в пользу НПС.
От НПС можно ждать многого, но не следует ожидать (вопреки мнению многих, особенно – популяризаторов) понимания эволюции как таковой – оно потребует более сложной теории, основанной на идеях самоорганизации – молекулярной, внутриклеточной и т.д.

## Самоорганизация генетической системы
Появилось много статей типа «Дарвин или Ламарк?», однако такая постановка вопроса слишком упрощает ситуацию. В действительности, признание НПС помогает понять сверхвысокую скорость эволюции (новый вид тлей за 8 поколений в опыте Г.Х. Шапошникова, новый орган в системе пищеварения ящериц за 36 поколений и т.п.), но сути эволюции не проясняет.
Ни мутации и рекомбинации, ни НПС сами по себе не дают понимания эволюции, т.к. относятся к накоплению признаков, а не к синтезу целостностных организмов и их взаимосвязей. Требуется изучение самоорганизации живого как основного фактора эволюции (об этом факторе Стюарт Кауфман заявлял еще в 1991 г.), а для этого нужно знать не только то, каким образом информация о наследственных изменениях передается потомкам, но и как такое изменение порождает новую форму и функцию. Еще сто лет назад Александр Гаврилович Гурвич призывал не смешивать всем известную проблему передачи свойств с обделенной вниманием биологов проблемой осуществления (Verwirklichung), или актуализации, наследственности. С появлением теории информации (1948 г. и далее) стали говорить о реализации наследственной информации.
За истекший век в решении первой проблемы (включая НПС) успех был огромен. Зато у второй успехи ограничились расшифровкой механизма синтеза белка на матрице РНК, выявлением цепочек таких синтезов, причем каждый может включаться и выключаться. Т.о. само осуществление (обращение текста наследственности в трехмерную работающую конструкцию) не затронуто. С внедрением теории информации укоренилось мнение, что осуществление можно понять на языке включений и выключений генов. Это, однако, невозможно, хотя бы потому, что генов слишком мало.
Следовательно, активности генов могут работать (кроме синтеза белков) лишь как переключатели иных молекулярных процессов , и известно несколько таких генов-переключателей, например, гены гомеозиса. В остальном работа генетической системы есть самоорганизация .
Весь онтогенез тоже есть самоорганизация. Простой и наглядный пример самоорганизации генетической системы дает окрас тех животных, где он индивидуален (т.е. описать его наследование не удается), однако на каждой особи регулярен. Таковы, например, леопарды и жирафы. Естественно увязать данный факт с фактом из неживой природы: каждая снежинка неповторима, причем рисунок каждой создается фрактальным ростом, строго одинаков по каждому из шести ее направлений симметрии . Здесь мы имеем правильный онтогенез, в котором для точного повтора форм гены не требуются.
В 1972 г. биоматематик Рене Том отметил , что «там, где обычно говорят об информации, следовало бы употреблять слово “форма”» (с. 97). И «главное в генетическом обеспечении животного заключается не в его морфологии – большинство анатомических деталей второстепенны – но скорее в механике гомеостаза, физиологической регуляции... Мы придерживаемся здесь Ламарковского взгляда... что функция создает орган или, точнее, что образование органа является результатом конфликта между элементарным функциональным полем и первичной органической материей, которая ему противостоит и навязывает ему генетически предопределенные способы осуществления» (с. 154-155).
Хорошей иллюстрацией позиции Тома служит совокупность делений клеток при росте зародыша: каждая клетка делится по своим законам, но делится тогда и так, что образуется нужная ткань, которая, в свою очередь, входит в состав органа, и орган этот начинает работать (выполнять свою функцию). Притом каждый организм и каждый его орган имеет определенные формы, число которых ограничено. Формы выстраиваются в ряды (это уже не ламаркизм, а номогенез), причем большинство их различий не порождает различия функций.
В последующие сорок лет «Ламарковский взгляд» отвергался, и проблема осуществления не рассматривалась. «В чем выражается недостаточность рассмотренной выше формулы о связи фенотипа со средой и фенотипом и как ее устранить? Ответ на этот вопрос по существу дан Ламарком: в данной формуле нет главного элемента жизни – живого активного организма», пишет Анатолий Шаталкин . Активности и ее роли в онтогенезе и эволюции отведена глава 12 его книги. Одной из форм активности как раз и служит самоорганизация.
Самый простой пример самоорганизации – это самосборка целого из частей. «В мире нет места перебору всех возможных вариантов – на это нет времени не только в эволюции, но даже при самосборке белка: для перебора конформаций одного короткого белка не хватит возраста Вселенной, а он собирается быстро, то есть почти или вовсе без “проб и ошибок”» . Это значит, что ген определяет только цепочку аминокислотных остатков, а всё остальное – самосборка. Точно так же, самосборкой является соединение молекул белка тубулина в микротрубочку и соединение цепей иммуноглобулинов в антитело.
Более сложный, чем самосборка, пример самоорганизации дает рост каждой микротрубочки в нужном для клетки направлении. Еще более сложный – сборка макромолекул в нуклеопротеид хромосомы или рибосомы и т.д. Всё это лишь в малой мере задается генами, являясь, тем самым, предметом интереса молекулярного ламаркизма. Давно отвергнутая идея о собственной активности живого, приводящей к НПС и самоорганизации, снова оказалась кстати.